# チェスワフ・ミヒニエヴィチ
チェスワフ・ミヒニエヴィチ（Czesław Michniewicz、1970年2月12日 - ）は、ポーランドの元サッカー選手、指導者。ポジションはゴールキーパー。

## 経歴
2003年にレフ・ポズナンの監督に就任、2004年にポーランド・カップで優勝。2006にザグウェンビェ・ルビンの監督に就任。2006-07年のエクストラクラサで優勝に導いた。その後もポーランドで多くのクラブの監督を務めた。
2017年にポーランドU-21代表監督に就任、母国開催のUEFA U-21欧州選手権2017で指揮を執った。その後も指揮を執り、UEFA U-21欧州選手権2019の出場権を獲得した。これは、自国開催を除くと25年ぶりの出場権獲得だった。
その後、レギア・ワルシャワの監督に就任、2020-21年のエクストラクラサで優勝、クラブをリーグ2連覇に導いた。
2022年1月に、ポーランド代表監督に就任。2022 FIFAワールドカップでは、グループステージを1勝1分1敗で突破。ポーランド代表にとって、1986年大会以来、36年ぶりのベスト16に導いた。